# Степнобугринский
Степнобугринский — посёлок в Поспелихинском районе Алтайского края. Входит в состав муниципального образования 12 лет Октября сельсовет.

## История
Основан в 1912 г. В 1928 г. село Пьяные Бугры состояло из 135 хозяйств, основное население — русские. Центр Пьяно-Бугровского сельсовета Рубцовского района Рубцовского округа Сибирского края.
В 1931 г. постановлением ВЦИК РСФСР поселок Пьяный бугор Рубцовского района переименован в поселок Степной бугор.
В 1931 г. село Степно-Бугринское состояло из 96 хозяйств, центр Степно-Бугринского сельсовета Рубцовского района.

## Население
| 1926 | 1931 | 1997 | 1998 | 1999 | 2000 |
| ---- | ---- | ---- | ---- | ---- | ---- |
| 801  | ↘530 | ↘202 | ↗208 | ↗209 | ↘184 |
| 2001 | 2002 | 2003 | 2004 | 2005 | 2006 |
| ↘179 | ↘170 | ↘168 | ↗170 | ↘134 | ↗142 |
| 2007 | 2008 | 2009 | 2010 | 2011 | 2012 |
| ↘110 | ↘104 | ↘83  | ↘68  | ↘67  | ↘60  |
| 2013 | 2014 | 2017 |      |      |      |
| ↗61  | ↘56  | ↘20  |      |      |      |